# Tamara Echegoyen Domínguez
Támara Echegoyen Domínguez (Ourense, Galícia, 17 de febrer de 1984) és una regatista gallega, guanyadora d'una medalla olímpica d'or.

## Carrera esportiva
Membre del Real Club Náutico de Vigo, va participar, als 28 anys, en els Jocs Olímpics d'Estiu de 2012 celebrats a Londres (Regne Unit), on va guanyar la medalla d'or en la classe Elliott 6m al costat d'Ángela Pumariega i Sofía Toro.

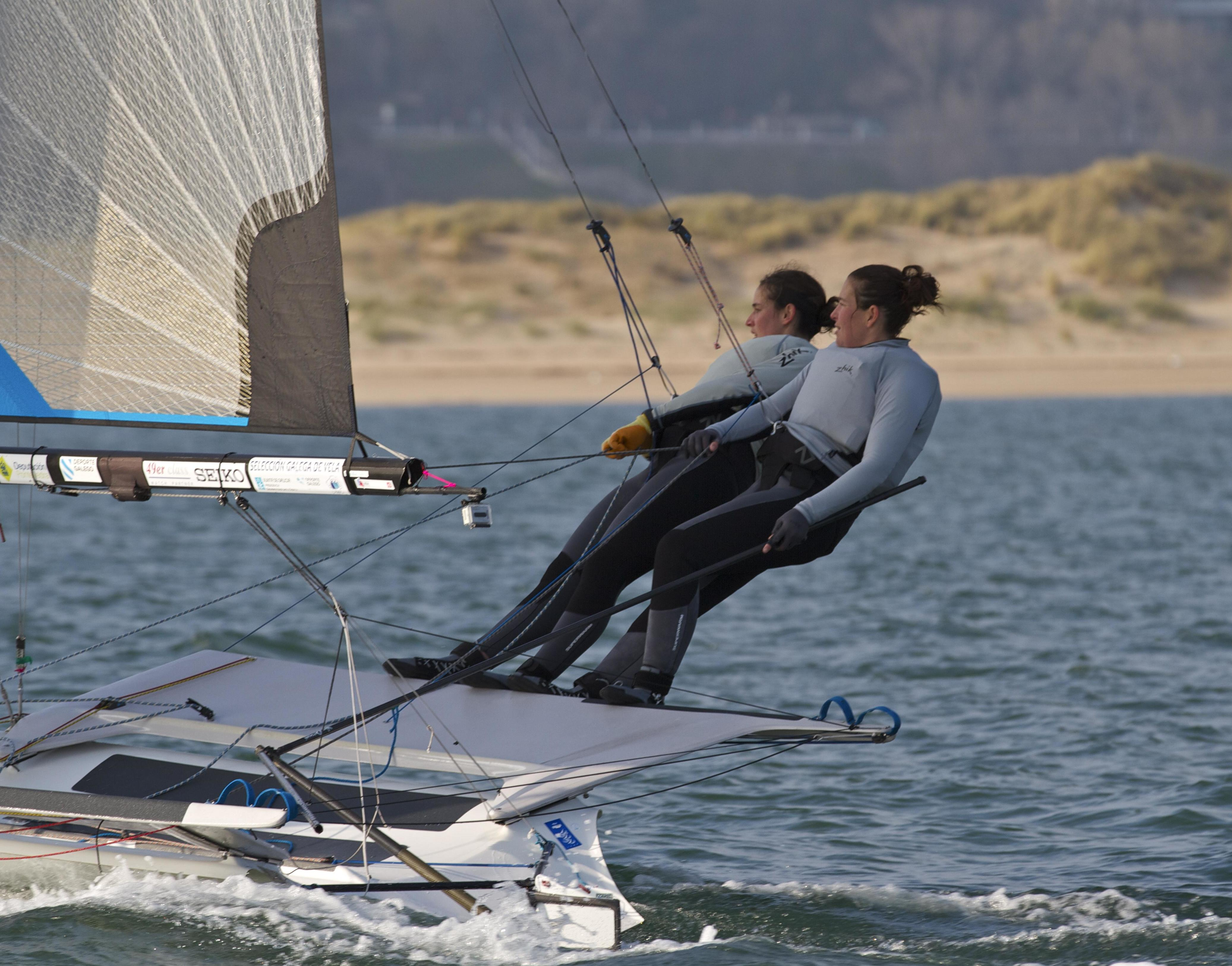
Berta Betanzos i Támara Echegoyen

Va guanyar tres medalles al Campionat Mundial de 49er entre els anys 2016 i 2022 , i dues medalles de bronze al Campionat Europeu de 49er, els anys 2016 i 2023. A més, va obtenir una medalla d'or al Campionat Mundial de Match Race de 2013 i una medalla d'or al Campionat Europeu d'Elliott 6m de 2011.
Al llarg de la seva carrera s'ha proclamat tres vegades campiona del Món de vela en la classe Vaurien, i una vegada campiona d'Europa en la modalitat Elliott 6m.